# Lac Indian
Pour les articles homonymes, voir Indian.
Le lac Indian (en anglais : Indian Lake) est un lac américain dans le comté de Shasta, en Californie. Il est situé à 2 129 mètres d'altitude au sein de la Lassen Volcanic Wilderness, dans le parc national volcanique de Lassen.